# Bertiella
Bertiella — рід грибів родини Lophiostomataceae. Назва вперше опублікована 1907 року.

## Класифікація
До роду Bertiella відносять 4 види:
- Bertiella brenckleana
- Bertiella macrospora
- Bertiella polyspora
- Bertiella rhodospila